# Le Peuchapatte
Le Peuchapatte is een voormalige gemeente in het Zwitserse kanton Jura, en maakt deel uit van het district Franches-Montagnes.
Le Peuchapatte telt 39 inwoners.

## Geschiedenis
Op 1 januari 2009 werd Le Peuchapatte opgenomen in de gemeente Muriaux.

## Externe link

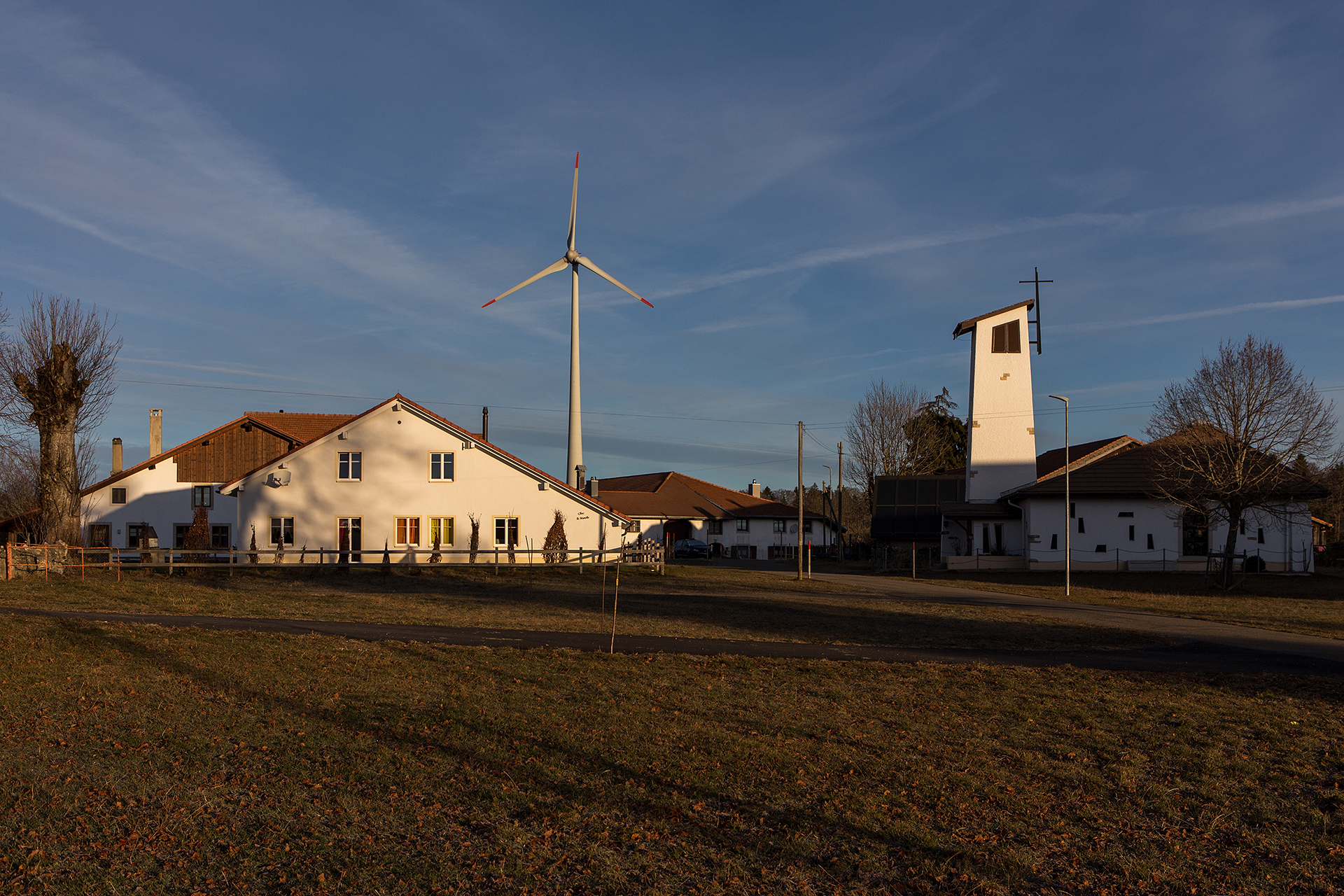
Le Peuchapatte